# Llamil Simes
Llamil Simes (Córdoba, 20 de enero de 1923 - Buenos Aires, 20 de febrero de 1980) fue un futbolista argentino que jugaba de delantero. Es considerado uno de los máximos ídolos en la historia de Racing Club.

## Historia
Nacido en Córdoba Capital, sus inicios en el fútbol fueron en San Lorenzo de Córdoba. Gracias a la venta de su pase, el club logró comprar los terrenos en los que pudo establecerse y construir un estadio en el barrio Las Flores. Dicho estadio hoy lleva su nombre a modo de homenaje.
Fue adquirido por Huracán en 1943 y se mantuvo hasta 1947, marcando 40 goles en 93 encuentros.
Luego pasó a Racing Club  para conformar una delantera extraordinaria que completaban Juan Carlos Salvini (luego Mario Boyé), Norberto Méndez, Ezra Sued y Rubén Bravo. Entreala izquierdo, socio ideal de Ezra Sued, fue un goleador sensacional que, bajo la dirección técnica de Guillermo Stábile, alcanzó los títulos de 1949, 1950 y 1951, habiendo sido también el goleador del equipo en los tres torneos.
Fue Simes quien realizó el primer gol en la inauguración del Estadio Presidente Perón en 1950, en un triunfo por 1-0 frente a Vélez Sarsfield.
En Racing disputó 179 partidos convirtiendo en 106 ocasiones. Es el máximo goleador de La Academia en la historia del Clásico de Avellaneda con 8 goles. 
Pese a haber sido un destacado futbolista nunca tuvo lugar en la Selección de fútbol de Argentina, debido a una época de varios cracks como José Manuel Moreno, Ángel Labruna, René Pontoni y su compañero de equipo Tucho Méndez. Finalmente pasó por Tigre en 1956 donde terminó su carrera futbolística ese mismo año.

## Trayectoria
| Club        | País      | Período   | Partidos | Goles |
| ----------- | --------- | --------- | -------- | ----- |
| Huracán     | Argentina | 1943-1947 | 93       | 40    |
| Racing Club | Argentina | 1948-1955 | 179      | 106   |
| Tigre       | Argentina | 1956      | 8        | 0     |

## Palmarés
| Título                        | Club        | País      | Año  |
| ----------------------------- | ----------- | --------- | ---- |
| Copa Escobar                  | Huracán     | Argentina | 1943 |
| Copa de Competencia Británica | Huracán     | Argentina | 1944 |
| Primera División              | Racing Club | Argentina | 1949 |
| Primera División              | Racing Club | Argentina | 1950 |
| Primera División              | Racing Club | Argentina | 1951 |

### Distinciones individuales
| Distinción                                     | Año  |
| ---------------------------------------------- | ---- |
| Máximo goleador de Primera División (26 goles) | 1949 |